# Lauren Gardner
Lauren Marie Gardner (Estados Unidos, 20 de setembro de 1984) é uma engenheira norte-americana do Centro de Ciência e Engenharia de Sistemas da Universidade Johns Hopkins. Criou, em 2020, o painel da Universidade Johns Hopkins para monitoramento da pandemia de COVID-19 ao redor do mundo. Em 2020, apareceu na lista de 100 pessoas mais influentes do mundo do ano pela Time e foi incluída na lista das 100 Mulheres BBC.